# Unión Patriótica (Colòmbia)
La Unióń Patriótica (UP) és un partit polític colombià d'esquerres, fundat el 28 de maig de 1985 com a part d'una proposta de pau, de les Forces Armades Revolucionàries de Colòmbia -Exèrcit del Poble (FARC-EP) a diversos grups guerrillers, a través de la Coordinadora Guerrillera Simón Bolívar (CGSB), i a l'Estat colombià. La proposta consistia en una treva i armistici en què es permetés la participació política dels combatents a través d'un nou partit polític que pogués acollir-los. Aquest partit havia de ser ampli i permetre la participació de tots els sectors de la societat que volguessin la pau a Colòmbia.
Des del mateix procés de fundació de la UP el 1984, els seus militants van començar a ser assassinats, arribant a que el 1986, després de la seva fundació oficial i obtenir un resultat reeixit en les eleccions, s'assassinés el primer congressista de la UP, i gairebé dos dies després el segon. Alguns dirigents del UP van proposar prendre distància dels grups insurgents, desconèixer el seu origen i objectiu polític de buscar una sortida política negociada al conflicte armat colombià per evitar l'assassinat dels seus militants, mentre que les FARC-EP van proposar als militants de passar a la clandestinitat com un partit, a la pràctica, prohibit. Tanmateix, aquestes propostes mai no van prosperar perquè sempre es va intentar negociar una pau democràtica i duradora.
Segons l'informe del Centre Nacional de Memòria Històrica (CNMH) al llibre Todo pasó frente a nuestros ojos. El genocidio de la Unión Patriótica 1984-2002, la violència contra la Unión Patriótica va deixar, almenys, 4.153 persones assassinades, segrestades o desaparegudes. Dos candidats presidencials, els advocats Jaime Pardo Leal i Bernardo Jaramillo Ossa, 5 congressistes en exercici (Leonardo Posada, Pedro Jiménez, Octavio Vargas, Pedro Valencia, Manuel Cepeda), 11 diputats, 109 regidors, diversos exregidors, 8 alcaldes en exercici, 8 exalcaldes i milers de militants van ser sotmesos a extermini físic i sistemàtic per grups paramilitars, membres de les forces de seguretat de l'Estat (exèrcit, policia i serveis secrets) i narcotraficants. Alguns supervivents a l'extermini van abandonar el país. Aquests assassinats dels membres de la UP a la dècada del 1980 i del 1990 van ser declarats el 2014 per la Fiscalia General de la Nació com crims contra humanitat, en concloure que es va tractar d'un pla per part de sectors polítics tradicionals, en aliança amb agents de seguretat de l'Estat, narcotraficants i paramilitars, per a impedir l'ascens dels moviments d'esquerres en la política colombiana. En conseqüència, aquests crims seguiran essent investigats de manera permanent i es procedirà a judicialitzar qui en resulti implicat.
El juliol de 2013, el Consell d'Estat li va tornar la personalitat jurídica a la Unión Patriótica, la qual li havia estat suprimida pel fet que en les eleccions legislatives de 2002 no va obtenir representació al Congrés. La sentència va reconèixer que les circumstàncies d'extermini sistemàtic contra dirigents i militants del partit va ser la causa perquè no es presentessin a les eleccions i, per tant, no van obtenir la representació requerida. El seu màxim òrgan rector és la Junta Patriòtica Nacional.

## Orígens
La Unión Patriótica té el seu origen en els Acords de la Uribe, signats per l'Estat colombià i les FARC-EP en el marc del procés de pau que s'havia iniciat el 1982, durant el govern de Belisario Betancur, arribant al fet que el 1984 es signessin els acords de la Uribe entre les FARC-EP i l'Estat colombià, deixant com a punt 12 de l'Acord que qualsevol grup armat podria adherir-se expressant la seva intenció de fer-ho. Així mateix, en el punt 7, es va establir que s'obriria un període de prova d'1 any perquè els integrants de les FARC-EP poguessin organitzar-se políticament, econòmicament i socialment, d'acord amb la seva lliure decisió. Aquest punt expressava l'acord de formar un partit legal que, a proposta de les FARC-EP, havia de ser ampli i conformat per tots els sectors que donessin suport a l'acord. L'Estat colombià havia de donar les garanties perquè això succeís i l'acord va ser acceptat tant per l'Estat colombià durant el govern de Betancur (192-1986) i el govern de Virgilio Barco (1986-1990), com per altres grups guerrillers de la CGSB (Exèrcit d'Alliberament Nacional, Exèrcit Popular d'Alliberament, Moviment Armat Quintín Lame) i l'Autodefensa Obrera que s'hi va adherir. L'Aliança Democràtica M-19 va ser crítica fins al 1989 quan decideix pel seu compte fer un procés de pau i lliurar les armes, (l'EPL va donar suport als acords, però després també es va desmobilitzar pel seu compte i diverses unitats sota la direcció del govern colombià es van transformar en unitats paramilitars). A la UP s'hi van adherir per a la seva fundació no només guerrillers desarmats en comissió política amb el suport de l'Estat colombià sinó també sectors civils, el Partit Comunista Colombià (PCC) i sectors dels partits tradicionals liberal i conservador .
D'acord amb els testimonis i els documents interns de les FARC sobre la VII Conferència Guerrillera del grup el 1982, les FARC van proposar originalment la creació d'un grup de cèl·lules polítiques clandestines com a branca política per a propòsits de reclutament i propaganda ideològica, a la vegada que mantenien la seva força armada intacta, almenys inicialment, com a part de la «combinació de totes les formes de lluita». En teoria, en la mesura en què les FARC desenvolupaven una nova estructura armada («Exèrcit de el Poble» o EP) i eren capaces eventualment d'encercar les ciutats per mitjà de columnes armades, el suport de cèl·lules urbanes i moviments massius, serien decisives per a prendre finalment el poder.

## Història

### Acords de la Uribe
El 28 de març de 1984, l'Estat colombià, representat pel president Belisario Betancur, al costat de les FARC-EP, signen al campament de La Uribe (també conegut pels comunicadors com a campament de Casa Verde (atès que hi havia una casa verda que servia per rebre els diplomàtics o representants del govern i dels mitjans), els anomenats «Acords de la Uribe», en els quals les parts signants es comprometien a complir 12 punts entre ells un inicial «alto el foc»:
| « | 1. Les FARC-EP ordenaran el cessament del foc i altres operatius militars a tots els seus fronts al país, a partir del dia 28 de maig de 1984 a les 0:00 hores, data que podrà posposar, com a màxim, fins per dos mesos si és necessari. L'ordre es mantindrà indefinidament si el senyor president de la República, doctor Belisario Betancur, correspon a aquest gest efectiu de pau amb una ordre semblant seva, donada a totes les autoritats civils i militars sota la seva jurisdicció, en l'oportunitat deguda. | » |

Durant aquest alto el foc, les parts es comprometen a buscar sortides polítiques al conflicte armat colombià, els insurgents que s'acullin a la treva serien acollits ipso iure per una amnistia i podrien ser deliberants i participar en les eleccions, per la qual cosa la sortida era la fundació d'un nou partit polític que donés suport als acords i permetés la integració dels combatents en les seves estructures, en aquest sentit, Jacobo Arenas, membre de l'Estat Major de les FARC-EP, és precandidat a la presidència de Colòmbia per a les eleccions de 1986, i comandants d'altres nivells precandidats al Congrés de Colòmbia i altres organismes. En el punt 8 el govern de Colòmbia proposa la llei 35 de 1982 i normes complementàries, per resoldre el tràmit jurídic de les amnisties, i un nou partit ampli, de convergència, s'albira per donar compliment als acords. Un altre element essencial és la Comissió de pau i de verificació que ha de comptar amb una àmplia representació de les dues parts.
En aquesta etapa d'alto el foc, es denuncia l'incompliment de l'Estat colombià car no respectava la treva i seguia assassinant líders socials i combatents de les FARC. Per la seva banda, els sectors oposats a la política de pau de l'Estat dirigit pel govern de Betancur, consideraven que un alto el foc només és possible amb la rendició d'un dels contendents i no com a producte d'un acord de voluntats entre elles. Es donen diversos pronunciaments de generals de la República com Fernando Landazábal Reyes (acusat el 1986, després de l'assassinat de Posada i Pedro Nel, de dirigir l'operació «Baile Rojo», amb la qual pretenia exterminar tots els militants, simpatitzants de la UP i els seus familiars), en oberta contradicció a l'acordat per l'Estat i, pel que fa a reconèixer l'estatus polític de la insurgència, pràcticament es cometia una traïció, evidenciat que les directives de govern anaven per una banda però els que les executaven en el pla militar anaven per una altra, desconeixent el cessament al foc i considerant que tota persona armada és l'enemic a qui no cal donar treva, i encara més, s'estenia el concepte d'enemic als civils desarmats, usant per a això la Doctrina de Seguretat Nacional que els indicava que havien d'aplicar els manuals contrainsurgents, amb la qual cosa, el 1984 es van reportar més de 100 homicidis de combatents en treva.
Malgrat les adversitats d'aquesta primera etapa del procés de pau, l'acord es mantenia i és així com el 1985 es funda la UP i es convoca el I Congrés de la Unió Patriòtica.

### Fundació de la Unión Patriótica

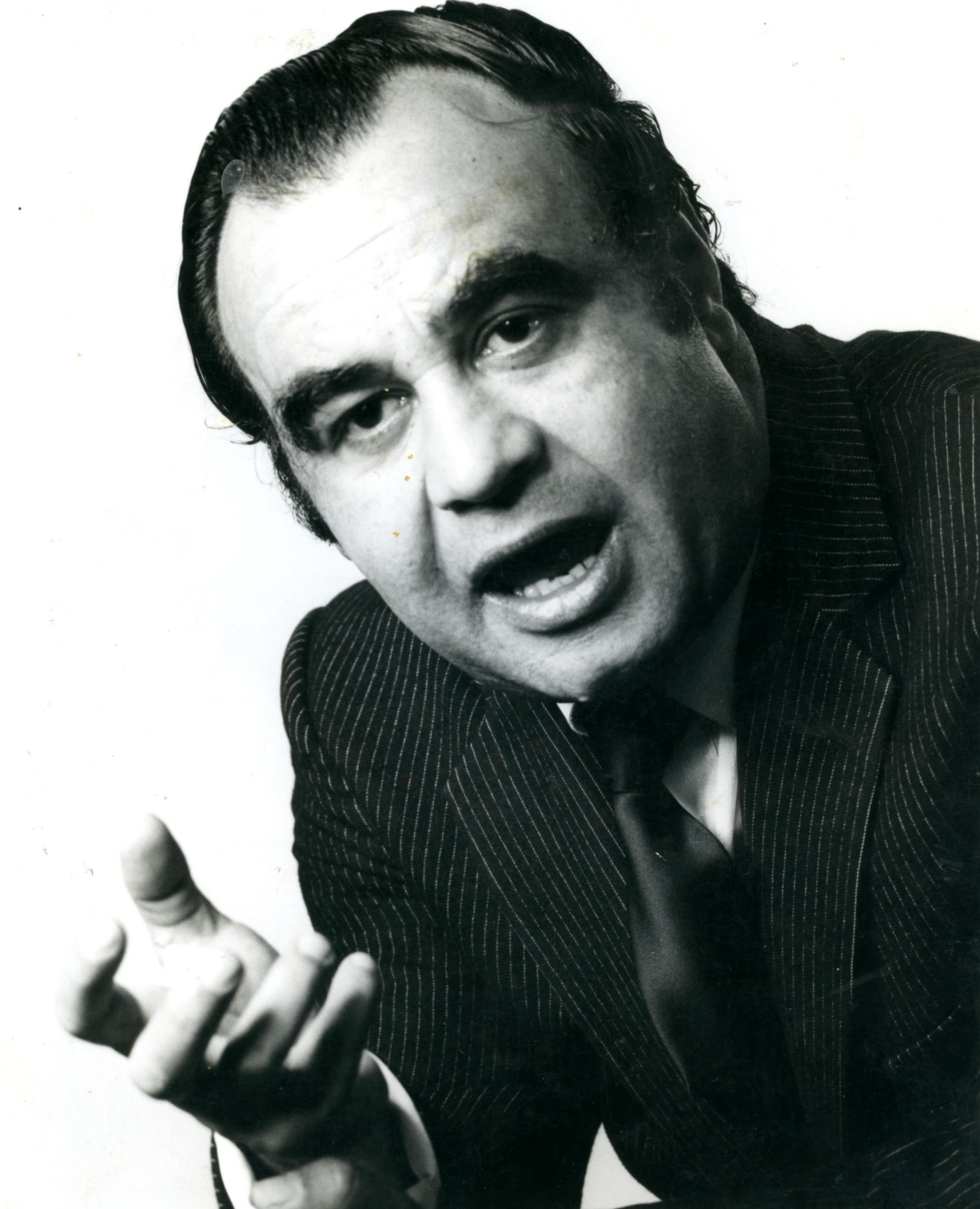
El principal dirigent de la Unió Patriòtica, Jaime Pardo Leal, que va ser assassinat el 1987.

La Unión Patriótica (UP) va ser fundada el 28 de maig de 1985 en el marc del procés de pau entre l'Estat colombià, representat pel govern de Belisario Betancur i les FARC-EP. Les guerrilles van argumentar, que en donar suport a la creació d'aquest partit buscaven fer política sense armes i sota els acords d'alto el foc signats pel comissionat de govern John Agudelo Ríos. El naixent moviment va enarborar una plataforma de 20 punts de reformes polítiques democràtiques, socials i econòmiques com una reforma agrària, nacionalització dels recursos naturals i un model econòmic nacional separat del capitalisme global. El 1986, el seu candidat, Jaime Pardo Leal, va arribar a obtenir el 4,6% dels sufragis, aconseguint el tercer lloc en les eleccions presidencials.
Segons la Direcció Nacional d'Anàlisi i Context de la Fiscalia, a partir de la seva fundació, els dirigents, membres i simpatitzants de la UP, així com els seus familiars, van començar a ser amenaçats i sistemàticament assassinats, per grups orientats, conformats, entrenats, patrocinats per agents de l'Estat. Per a la Fiscalia, les faccions més radicals de les Forces Militars van insistir a defensar públicament l'existència de grups d'autodefensa. El suport es va prorrogar amb l'aprovació del Manual EJC-3-10 (reglament de combat contra-guerriller), per part del comandant i ministre de defensa, Óscar Botero el novembre de 1987, que reiterava les Juntes d'Autodefensa com un dels principals suports de la lluita contra-insurgent.
La UP participa electoralment per primera vegada, en les eleccions de març i maig de 1986, aconseguint importants resultats ja que era la primera vegada en la història de Colòmbia que participava oficialment, en nom propi, un partit d'esquerra, oposant-se al bipartidisme (Partit Liberal i Partit Conservador) conegut com a «Front Nacional». En les eleccions de març de 1986, la UP es converteix en una alternativa al bipartidisme aconseguint ser elegida amb 14 congressistes per Cambra i Senat, 18 diputats, i 335 regidors. Dos mesos més tard, el candidat a la presidència per la UP, Jaime Pardo Leal, arriba al 10% de vots al país, essent la més alta assolida en la història de Colòmbia per un partit independent. La UP va aconseguir la major representació en les regions del nord-est, Bajo Cauca, Magdalena Medio, Urabá, Chocó, Arauca i Àrea Metropolitana de Medellín. Durant les eleccions del 25 de maig de 1986, la UP va obtenir 4 senadors, 4 representants a la Cambra, 24 diputats departamentals i 275 regidors municipals.
El 13 d'agost de 1987, es va realitzar la «marxa per la pau, la vida i la defensa dels drets humans», també coneguda com a marxa dels «clavells vermells», convocada per la UP com a protesta davant l'assassinat selectiu de membres i simpatitzants de la UP, entre ells dos congressistes de la UP.
El 16 de desembre de 1993, la Corporació Reiniciar va efectuar una demanda davant la Comissió Interamericana de Drets Humans (CIDH) de l'Organització dels Estats Americans, pel «genocidi contra la Unión Patriótica».

### Persecució i extermini de la Unión Patriótica
| «                  | En conseqüència, li hem dit a el govern nacional que ens defineixi si tenim el dret de viure o no al nostre país. | » |
| — Jaime Pardo Leal | |   |

L'informe de la Fiscalia General de la Nació lliurat a la Jurisdicció Especial per a la Pau estableix un univers de 1.620 víctimes de la UP. Per la seva banda, la Corporació Reiniciar va identificar 6.613 víctimes entre 1984 i 2002, que correspon a un total de 9.359 violacions (a causa que una víctima pot haver patit més d'un fet victimitzant).
El Centre Nacional de Memòria Històrica (CNMH) estima aquest univers en 6.201 per al mateix període: va documentar 4.153 víctimes de la UP assassinades, desaparegudes o segrestades, en fets ocorreguts entre maig de 1984 i desembre de 2002. Assenyala, a més, que, entre elles, «3.122 van ser víctimes d'assassinats selectius, 544 ho van ser de desaparició forçada, 478 van ser víctimes d'assassinats en massacres, 4 segrestades i 3 més en altres modalitats de violència».
Hi ha dos informes sobre el cas de la Unión Patriótica «¡Venga esa mano, país! Memoria viva de una vergüenza nacional», de la Corporació Reiniciar, i «Todo pasó frente a nuestros ojos. El genocidio de la Unión Patriótica 1984-2002», del Centre Nacional de Memòria Històrica (CNMH). La violència contra la Unión Patriótica va deixar, almenys, 4.153 persones assassinades, segrestades o desaparegudes. D'aquestes, 3.122 van ser víctimes d'assassinat selectiu, 544 ho van ser de desaparició forçada i 478 van ser assassinades en massacres. Hi va haver 3.726 homes i 371 dones, i la majoria dels casos van ser de persones entre els 18 i 45 anys. També es van presentar processos d'«impunitat delictuosa».
Dades independents estimen que, entre 1988 i 1991, van morir uns 14.000 colombians. Cap a 1994, dades calculades per organitzacions de drets humans situen la quantitat de morts per violència política en 20.000. Es desconeix la xifra total de militants o simpatitzants de la Unión Patriótica que van ser assassinats, però càlculs parcials estimen que van poder ser uns 3.500 i un bon nombre de desapareguts. Leonardo Posada representant a la Cambra va ser el primer assassinat el 1986 a la ciutat de Barrancabermeja. El gener del mateix any van assassinar el regidor de Pereira Gildardo Castaño Orozco.
| «                             | Jo tenia molta por que m'assassinessin, però ja no tinc por. Jo sé que em volen a assassinar, però ja no tinc por. | » |
| — Pedro Luis Valencia Giraldo | |   |

 El 14 d'agost de 1987, sicaris motoritzats van derrocar la porta de la residència del Senador Pedro Luis Valencia a Medellín i va ser tirotejat. L'octubre de 1987 va ser assassinat, en presència de la seva família, Jaime Pardo Leal, que havia estat candidat presidencial en les eleccions de 1986.
El 18 de maig de 1988, va ser assassinat a Medellín Elkin Martínez, càrrec electe a Remedios, al departament d'Antioquia. Va ser assassinat en un vestíbul d'hotel. La seva mort va desencadenar una vaga a Segovia i Remedios que va durar a prop de tres setmanes. A Elkin Martínez el va reemplaçar Carlos Rojo Uribe que també va morir assassinat l'1 d'agost de 1997 pel batalló Bomboná, juntament amb set persones que van ser tretes de les seves cases a Remedios.
Les Autodefenses Unides de Colòmbia (AUC) entraren a Segovia l'11 de novembre de 1988 sota el comandament d'Alonso J. Vaquero «El Negro Vladimir» sota les ordres dels germans Carlos Castaño i Fidel Castaño, caps de les AUC, i Henry Pérez, comandant dels paramilitars del Magadelena Medio. Van entrar disparant i matant 48 persones incloent infants, dones i ancians. El Negro Vladimir va participar també en les massacres de 14 camperols a Cimitarra, al departament de Santander, 19 comerciants a Puerto Boyacá i 15 funcionaris de la Fiscalia a La Rochela. Aquests fets es van conèixer posteriorment com la Massacre de Segovia, Massacre de La Rochela i la Massacre de Cimitarra.
La mort a Puerto Valdivia del regidor Henry Montenegro va desencadenar una vaga al Bajo Cauca que va duraria una setmana fins que es fes present una comissió de govern. Henry Montenegro va perdre l'alcaldia de Valdivia per 1 vot en les eleccions de 1988. Alejandro Cárdenas Villa, que havia estat alcalde de la UP a Mutatá, va passar a la gerència de la Corporació d'Habitatge i Desenvolupament Social de Medellín (CORVIDE), i va morir assassinat a la Plaça Major de Medellín el 28 de juny de 1989.
| «                          | La pau a Colòmbia és el producte de la lluita incessant del poble colombià que ha posat centenars i, fins i tot, milers de morts, perquè els morts han estat del poble: obrers, camperols, guerrillers, policies i soldats. Per això, perquè el poble ha posat els morts, volem dir visca la pau democràtica a Colòmbia! | » |
| — Gabriel Jaime Santamaría | |   |

Gabriel Jaime Santamaría, essent president de l'Assemblea d'Antioquia, va morir assassinat a la seva oficina a La Alpujarra de Medellín el 27 d'octubre de 1989.
| «                         | No es pot parlar de pau, ni ser conseqüent amb la pau, quan no es castiga exemplarment als membres de l'Estat compromesos amb la violència cap a la població civil. | » |
| — Bernardo Jaramillo Ossa | |   |

 El 22 de març de 1990 va ser assassinat el també candidat presidencial Bernardo Jaramillo, a l'aeroport de Bogotà. El 1992 va ser perpetrada la Massacre de Caño Sibao contra dirigents comunistes i de la UP. Henry Millán Gonzalez, dirigent i fundador de la UP al departament de Caquetá i exmembre del comitè central PCC, elegit a la càmera de Caquetá per la UP, va ser assassinat el 7 de desembre de 1993 a la plaça del mercat de Florencia Caquetá amb tres trets de bala al cap. El senador Manuel Cepeda Vargas va ser assassinat el 9 d'agost de 1994. L'única líder política que va aconseguir sobreviure va ser l'exregidora de Bogotà Aída Avella, a qui van intentar matar el 1995.
El 6 i 7 de setembre de 1996 es va perpetrar la Massacre de Mondoñedo: quatre estudiants de la Universitat Distrital i activistes estudiantils de la UP foren segrestats, desapareguts, torturats, assassinats i calcinats per agents de policia adscrits a la Dirección d'Investigación Criminal e Interpol (DIJIN), a la vegada que foren assassinats a trets dos estudiants pertanyents també al moviment estudiantil de la UP. Investigacions posteriors van revelar que els fets es van produir en resposta pels atacs de les FARC-EP a estacions de policia a Kennedy i Usme, al sud de Bogotà, i per la Presa de la base militar de Las Delicias ocorreguda dies abans així com a part de l'anomenat «Plan Retorno» amb el qual es pretenia aniquilar el que quedava de la UP a Cundinamarca i Bogotà.
Octavio Sarmiento Bohórquez, exdirigent de la UP de la qual va ser elegit pel departament d'Arauca, va ser assassinat pel grup Autodefensas Vencedores d'Arauca l'1 d'octubre del 2002.

### Responsables

#### Narcotraficants i paramilitars
El narcotraficant José Gonzalo Rodríguez Gacha «El Mexicano», implicat en almenys 800 casos, va iniciar una guerra particular en contra de la guerrilla de les FARC-EP sota el pretext de defensar-se del segrest i robatori de bestiar, amb la qual va impulsar l'assassinat sistemàtic dels membres de la UP, a qui acusava de ser el braç polític d'aquest grup armat. Al principi va utilitzar la modalitat de massacres de pagesos i jornalers que reclamaven millores laborals, per a després ordenar l'assassinat selectiu de militants de la UP al camp i a la ciutat.
Aquest extermini, després de la mort de Rodríguez Gacha, el continuaren els grups paramilitars de l'extrema dreta que en la següent dècada es van aglutinar en les Autodefenses Unides de Colòmbia (AUC) sota el comandament de Carlos Castaño, en moltes ocasions en coordinació, aliança i col·laboració amb efectius militars i de la policia. Algunes investigacions assenyalen que una missió de militars estatunidencs recomanà la creació de grups armats il·legals per a lluitar contra la guerrilla, per la qual cosa trobaren suport en ramaders, terratinents i empreses transnacionals. En alguns casos es van denominar «masetos» (Mort a Segrestadors - MAS), «autodefenses» o Convivir (cooperatives de vigilància). Aquests contractaren el militar i mercenari israelià Yair Klein per a entrenar els primers grups.
Després de l'assassinat del candidat presidencial Bernardo Jaramillo, la UP pateix un procés de trencament final quan el març de 1990, el seu nou president, Diego Montaña Cuéllar, i onze dirigents més presenten la seva renúncia col·lectiva en una reunió a Bogotà coneguda com el X Ple, quan fallen en el seu intent de separar la UP de l'ortodòxia d'esquerra i de condemnar irrevocablement la lluita armada. Temps després, perdria el seu reconeixement jurídic per la baixa votació en unes eleccions generals.
Amb l'escalada de violència paramilitar en contra de la militància de la UP, les FARC-EP van deixar a la seva sort el nou partit i els seus portaveus públics es van reintegrar a la lluita armada. Durant anys, les FARC-EP van fer un doble joc de parlar públicament de pau amb el govern alhora que no van renunciar mai als seus plans de prendre el poder per les armes. La seva estratègia consistia en convocar a negociacions de pau mentre buscaven estendre el seu poder armat per mitjà de l'«acumulació de forces». El detonant definitiu de la ruptura de les converses entre la guerrilla i el govern va ser l'assalt ordenat pel president César Gaviria durant l'operació Casa Verde al departament del Meta, el 9 de desembre de 1990.

#### Agents de l'estat
La gran majoria d'aquests homicidis no han suposat condemnes. En alguns casos puntuals es va condemnar a autors materials, però els autors intel·lectuals segueixen impunes. Les víctimes supervivents i els seus familiars han aportat testimonis i proves de la participació de membres de les forces de seguretat de l'Estat colombià en diversos dels fets criminals.
El 1993 es va interposar davant la Comissió Interamericana de Drets Humans una demanda contra l'Estat colombià per la seva responsabilitat i participació en els crims contra la UP. A l'acceptar la demanda, la comissió va al·legar que «els fets exposen una situació que comparteix moltes característiques amb el fenomen del genocidi, interpretant aquest terme de conformitat amb el seu ús corrent. No obstant això, la comissió ha arribat a la conclusió que els fets al·legats pels peticionaris no caracteritzen, com a qüestió de dret, que aquest cas s'ajusti a la definició jurídica actual del delicte de genocidi consignada en el dret internacional. Per tant, en l'anàlisi dels mèrits del cas, la Comissió no inclourà l'al·legació de genocidi». Un advocat defensor de les víctimes de la UP, Eduardo Umaña Mendoza, va ser assassinat el 1998 al seu propi despatx a Bogotà.
El procés davant la CIDH, un cop acceptada la demanda el 1997, continua en curs després que un intent de solució amistosa, iniciat el 2000, va arribar a la seva fi per decisió de la Corporació Reiniciar, la Comissió Colombiana de Juristes i els representants de les víctimes. Persisteix el repte que algun dels diferents governs colombians pugui trencar el cicle d'impunitat que històricament ha envoltat aquests crims.
El 2006, la Corporació Reiniciar, la Comissió Colombiana de Juristes i els representants de les víctimes van argumentar que l'Estat colombià no ha aconseguit impedir les persistents amenaces, assassinats i accions arbitràries en contra seva.
La Jurisdicció Especial de Pau va establir que 16 membres de la força pública s'han acollit a aquest tribunal híbrid expressament per fets relacionats amb victimitzacions sofertes per membres de la UP. Entre aquests es troben un brigadier general, tres majors, un capità, un tinent, un sotstinent, dos sergents viceprimers, tres sergents segons, un cap segon, dos soldats professionals i un agent d'intel·ligència. En l'actualitat, Colòmbia segueix essent el país amb més assassinats de defensors i líders socials a la regió segons la Comissió Interamericana de Drets Humans i la Oficina de l'Alt Comissionat de les Nacions Unides per als Drets Humans.

#### Tipificació com genocidi polític
El genocidi contra la UP, declarat com a crim contra la humanitat, de dirigents, membres, supervivents i simpatitzants del partit Unión Patriótica, així com de seus familiars, des del procés de fundació del partit fins a l'actualitat és tipificat de genocidi polític. Tan sols a la fi de 1986 (a un any de la fundació del partit UP) ja havien assassinat 3 congressistes, 1 diputat, 11 regidors al departament del Meta, 1 magistrat al departament de Santander, 61 dirigents i activistes de les Juntes Patriòtiques de la UP, 69 militants de base, 24 guerrillers en treva i 34 simpatitzants.
El 16 de desembre de 1993, la Corporació Reiniciar va efectuar una demanda davant la Comissió Interamericana de Drets Humans de l'OEA, pel «genocidi contra la Unión Patriótica», en la qual va annexar un llistat de 1.163 assassinats, 123 desapareguts forçats, 43 supervivents d'atemptats i 225 amenaçats, corresponents al període de gener de 1985 a desembre de 1993, en el marc de la persecució sistemàtica contra els qui promovien l'ideari d'esquerra.
Davant del clam dels sectors d'esquerra per l'atipicitat del genocidi per raons polítiques, l'any 2000 a Colòmbia amb la llei 589 del 2000 es creà un nou tipus penal de «genocidi» per raons polítiques que seria agregat al vell codi penal com art. 322A, i posteriorment amb la llei 599 de l'any 2000, en el seu article 101 es conserva totalment aquest nou tipus penal, que no existia en la doctrina internacional, cosa que ha representat un gran avenç per a la ciència jurídica universal.
Leonardo Posada Pedraza, Pedro Nel Jiménez, Pedro Luis Valencia Giraldo, Octavio Vargas Cuellar, Bernardo Jaramillo Ossa, Henry Millan González, Manuel Cepeda Vargas, Jairo Bedoya Hoyos i Octavio Sarmiento Bohórquez. van ser congressistes de la UP. Tots van ser assassinats entre 1986 i 2001. L'última persona que havia arribat en representació de la UP, avalada pel Pol Democràtic Alternatiu, va ser Gloria Inés Ramírez.

### Nova Personeria Jurídica el 2013

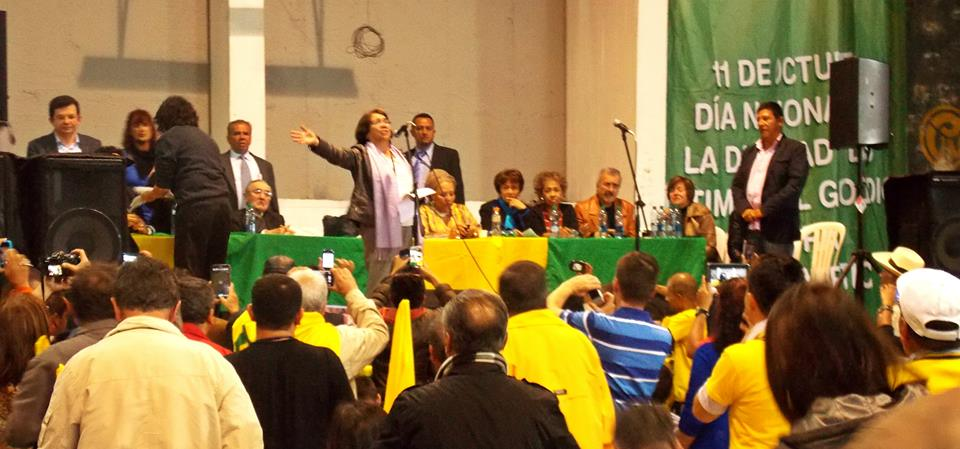
Aída Abella en el V Congrés de la Unión Patriótica

El Consell d'Estat li va tornar la personalitat jurídica el 2013, reconeixent implícitament que el que es va cometre contra la UP ser un genocidi polític. La Secció Cinquena del Consell d'Estat va considerar: «(...) els integrants del partit Unión Patriótica van ser víctimes de persecució per raons polítiques esdevingudes al país, quan mans desconegudes van decidir exterminar els seus militants i afiliats amb el clar propòsit de desfer el partit per tal d'impedir la seva participació democràtica en la governabilitat de país. Així, doncs, es va tractar llavors d'un veritable atemptat contra el pluralisme i la democràcia». Malgrat que no ho manifesta, si cita en diverses oportunitats la noció d'«extermini» dels directius, militants i simpatitzants com a causa que la UP no presentés candidats a les eleccions de l'any 2002.
La Junta Patriòtica Nacional decidí que es reunissin al Parc Santander i a la Universitat Pedagògica Nacional de Bogotà per a la realització del seu V Congrés Nacional els dies 15, 16 i 17 de novembre de 2013, on van participar els supervivents del genocidi, el Partit Comunista Colombià, la Joventut Comunista Colombiana, la corporació Reiniciar, Marxa Patriòtica i altres organitzacions i moviments de país. Allà es trià com a presidenta i candidata presidencial l'exregidora de Bogotà Aída Avella, refugiada a Suïssa des de feia anys. Així mateix, crearen les llistes per a eleccions legislatives que es realitzaren el següent any. En aquesta llista només uns pocs van ser elegits especialment a la zona d'influència del Sumapaz, Nariño i el Catatumbo. La candidata Avella va declinar la seva aspiració a la presidència i es va convertir en la fórmula a la vicepresidència de Clara López.
El 2014 la Fiscalia General de la Nació a través de la Direcció Nacional d'Anàlisi i Context, va declarar com crims contra la humanitat els delictes comesos contra els integrants, simpatitzants i familiars de la UP. La Fiscalia «va aconseguir establir que sí va existir un atac sistemàtic i generalitzat». A més, «Són casos il·lustratius que donen compte que la violència contra la UP no va ser part d'uns fets aïllats, ni d'actes de delinqüència comuna, sinó que van ser part d'un pla d'extermini en què van participar estructures criminals organitzades de caràcter il·legal, en coordinació o connivència amb l'estament oficial en diversos dels casos».
El 2016, la UP va presentar les seves candidatures als consells per mitjà de llistes tancades, però a causa d'un problema amb els formularis E-24 de la Registraduria, gran part dels vots per a aquest partit no van ser comptabilitzats, fet que els va negar l'accés a aquesta representació. El 2017, realitzaren el seu VI Congrés Nacional, durant els dies 22, 23 i 24 de juny sota la consigna «Ahora y siempre la paz! VI Congreso UP: La alegría de un nuevo tiempo!».
El 2018, la UP s'uneix a la creació de l'anomenada coalició Llista de la Decència (conformada pels partits Alianza Social Independiente, Movimiento Alternativo Indígena y Social i UP) amb altres sectors de l'esquerra que van decidir donar suport a la candidatura a la presidència de Gustavo Petro. Així, la presidenta de la UP, Aída Avella va obtenir 57.175 sufragis i va ser triada al Congrés de la República, tornant a la representació d'aquest partit en l'òrgan legislatiu. El juliol de 2019, el Consell Nacional Electoral va aprovar la modificació de dos punts dels estatuts de la col·lectivitat per incorporar a Colombia Humana el seu logo i nom. A partir del 23 de juliol el partit es diu Colombia Humana - Unión Patriótica.